# Любомль (станція)
Любо́мль — проміжна залізнична станція Рівненської дирекції Львівської залізниці.

## Історія
Розташована у місті Любомль Любомльського району Волинської області на лінії Ковель — Ягодин між станціями Мацеїв (23 км) та Ягодин (10 км).
Станцію було відкрито 1877 року при будівництві лінії Ковель — Холм. На станції зупиняються лише приміські потяги Ковель — Ягодин.
Із 6 колій станції 4 мають ширину 1520 мм, 2 — 1435 мм. Колія шириною 1435 мм йде від Холма до Ковеля.
Ще в 1990-х роках на тих самих шпалах колії № 3 суміщалися широка та європейська колії. Таким чином, раніше на ст. Любомль було 3 колії європейського стандарту.
У західній частині станції, до військової частини, яка вже розформована, разом з широкою колією підходила і європейська. Там була рампа. І весною, і восени військові ешелони з технікою на платформах, солдатами в теплушках (критий вагон із нарами) їхали з СРСР в Польщу (ПНР) і НДР, і навпаки. Тобто, з вагонів однієї колії все перевантажували у вагони на інших рейках.
З Польщі (ПНР) в СРСР по європейській колії (в Ковель, частково в Любомль та Мацеїв) везли вугілля, сірку, продукцію машинобудування й автомобілебудування.